# Rodrigo Becão
Rodrigo Nascimento França, aussi appelé Rodrigo Becão, est un footballeur brésilien né le 19 janvier 1996 à Salvador, dans la région de Bahia. Il évolue au poste de  défenseur central au Fenerbahçe SK.

## Biographie
Natif de Salvador, Rodrigo Becão découvre le football dans cette même ville et intègre le centre de formation du club local de l'EC Bahia. Il fait ses débuts avec l'équipe première le 28 novembre 2015 à l'occasion d'un match de deuxième division brésilienne contre l'Atlético Goianiense. Inutilisé la saison suivante, alors que son club est promu en première division, il intègre la rotation de l'équipe lors de la saison 2017, jouant huit matchs. Affecté par une blessure, il ne dispute par la suite qu'un seul match de championnat durant la première moitié de la saison 2018, et découvre les compétitions continentales en jouant un match de Copa Sudamericana contre l'équipe bolivienne de Blooming.
Rodrigo Becão est recruté par le CSKA Moscou sous la forme d'un prêt d'un an avec option d'achat au début du mois de juillet 2018. Il fait ses débuts avec sa nouvelle équipe à la fin du même mois lors de la Supercoupe de Russie où il est aligné titulaire d'entrée face au Lokomotiv Moscou, tandis que les siens l'emportent 1-0 à l'issue de la prolongation. Il s'impose par la suite comme titulaire au sein de la défense moscovite, que deux matchs de la saison et disputant six rencontres de Ligue des champions,.
Son option d'achat n'est cependant pas levée à l'issue de l'exercice et il rejoint à l'été 2019 l'équipe italienne de l'Udinese Calcio pour un montant d'1,6 million d'euros.

## Statistiques
| Saison                | Club                  | Championnat           | Championnat | Championnat | Coupe(s) nationale(s) | Coupe(s) nationale(s) | Compétition(s) continentale(s) | Compétition(s) continentale(s) | Compétition(s) continentale(s) | Championnat régional | Championnat régional | Copa do Nordeste | Copa do Nordeste | Total | Total |
| Saison                | Club                  | Division              | M.          | B.          | M.                    | B.                    | Comp.                          | M.                             | B.                             | M.                   | B.                   | M.               | B.               | M.    | B.    |
| 2015                  | EC Bahia              | D2                    | 1           | 0           | -                     | -                     | -                              | -                              | -                              | -                    | -                    | -                | -                | 1     | 0     |
| 2016                  | EC Bahia              | D2                    | -           | -           | -                     | -                     | -                              | -                              | -                              | -                    | -                    | 2                | 0                | 2     | 0     |
| 2017                  | EC Bahia              | D1                    | 8           | 0           | -                     | -                     | -                              | -                              | -                              | 6                    | 0                    | 1                | 0                | 15    | 0     |
| 2018                  | EC Bahia              | D1                    | 1           | 0           | -                     | -                     | CS                             | 1                              | 0                              | 2                    | 1                    | 1                | 0                | 5     | 1     |
| Sous-total            | Sous-total            | Sous-total            | 10          | 0           | -                     | -                     | -                              | 1                              | 0                              | 8                    | 1                    | 4                | 0                | 23    | 1     |
| 2018-2019             | CSKA Moscou (prêt)    | D1                    | 28          | 0           | 2                     | 0                     | C1                             | 6                              | 0                              | -                    | -                    | -                | -                | 36    | 0     |
| Sous-total            | Sous-total            | Sous-total            | 28          | 0           | 2                     | 0                     | -                              | 6                              | 0                              | -                    | -                    | -                | -                | 36    | 0     |
| 2019-2020             | Udinese Calcio        | D1                    | 29          | 1           | 1                     | 0                     | -                              | -                              | -                              | -                    | -                    | -                | -                | 30    | 1     |
| 2020-2021             | Udinese Calcio        | D1                    | 35          | 1           | 1                     | 0                     | -                              | -                              | -                              | -                    | -                    | -                | -                | 36    | 1     |
| 2021-2022             | Udinese Calcio        | D1                    | 35          | 2           | 1                     | 0                     | -                              | -                              | -                              | -                    | -                    | -                | -                | 36    | 2     |
| 2022-2023             | Udinese Calcio        | D1                    | 28          | 2           | -                     | -                     | -                              | -                              | -                              | -                    | -                    | -                | -                | 28    | 2     |
| Sous-total            | Sous-total            | Sous-total            | 127         | 6           | 3                     | 0                     | -                              | -                              | -                              | -                    | -                    | -                | -                | 130   | 6     |
| 2023-2024             | Fenerbahçe SK         | D1                    | 9           | 1           | 2                     | 0                     | C4                             | 2                              | 0                              | -                    | -                    | -                | -                | 13    | 1     |
| Sous-total            | Sous-total            | Sous-total            | 9           | 1           | 2                     | 0                     | -                              | 2                              | 0                              | -                    | -                    | -                | -                | 13    | 1     |
| Total sur la carrière | Total sur la carrière | Total sur la carrière | 174         | 7           | 7                     | 0                     | -                              | 9                              | 0                              | 8                    | 1                    | 4                | 0                | 202   | 8     |

## Palmarès

### En club
| EC Bahia - Copa do Nordeste - Vainqueur en 2017 (en) - Championnat de Bahia - Champion en 2018 (en) |  | CSKA Moscou - Supercoupe de Russie - Vainqueur en 2018 |